# Belgium's Got Talent (Wallonië)
Belgium's Got Talent was de Franstalige versie van de Britse format 'Britain's Got Talent'.
Het werd vanaf 10 september 2012 uitgezonden op RTL TVI. Het programma werd gepresenteerd door Jean-Michel Zecca en Julie Taton. In de jury zaten Carlos Vaquera, Maureen Dor en Paul Ambach. In tegenstelling tot bij andere talentenjachten was er geen leeftijdgrens. De wedstrijd werd gewonnen door de 2Mad in seizoen 1. De winnaar van seizoen 2 was Junbox.
In seizoen 2 was Ray Cokes te zien als gastjurylid.
Belgium's Got Talent heeft ook een Vlaamse versie op VTM.

## Jury
In de jury zaten Carlos Vaquera, Maureen Dor en Paul Ambach.

## Presentatie
Het programma werd gepresenteerd door Jean-Michel Zecca en Julie Taton.

## Concept

### Audities
Tijdens de eerste vijf uitzendingen die de audities vormen, zullen amateurs, artiesten, professionals, enz. presenteren op het podium hun aantal dat hun ongelooflijke talent vormt dat ze elk beheersen, voor een jury bestaande uit drie personen. Ze moeten twee minuten staan en de jury verleiden. De juryleden kunnen hen op elk moment een kruis toekennen door op hun respectieve zoemer te drukken, als ze een fout in hun uitvoering hebben geanalyseerd. Als de drie leden allemaal op hun zoemer hebben gedrukt, is de kandidaat verplicht zijn nummer ter plekke te stoppen en wordt hij direct uitgeschakeld. Als de kandidaat aan het einde van de twee minuten geen drie kruisjes heeft gekregen, beraadslaagt de jury en geeft elk lid een positief of negatief oordeel: er zijn minimaal twee "ja" nodig om de kandidaat te laten slagen.

### Halve finale
Aan het einde van de audities zijn de kandidaten die twee of drie "ja" van de jury hebben gekregen, gekwalificeerd voor de halve finale. In deze fase worden de kandidaten in verschillende groepen verdeeld. Vanaf nu verschijnt de publieksstemming op de show om de finalisten te kiezen. In elke halve finale worden sommige kandidaten gekozen door de jury en andere door de stemmen van het publiek. De mislukte artiest wordt geëlimineerd.

### Finale
In de finale is het alleen het publiek dat de prestaties van de kandidaten kan beoordelen en het ongelooflijke talent van het jaar kan kiezen. De kandidaat met de meeste stemmen wint het bedrag van € 50.000.